# Karl-Olga-Krankenhaus

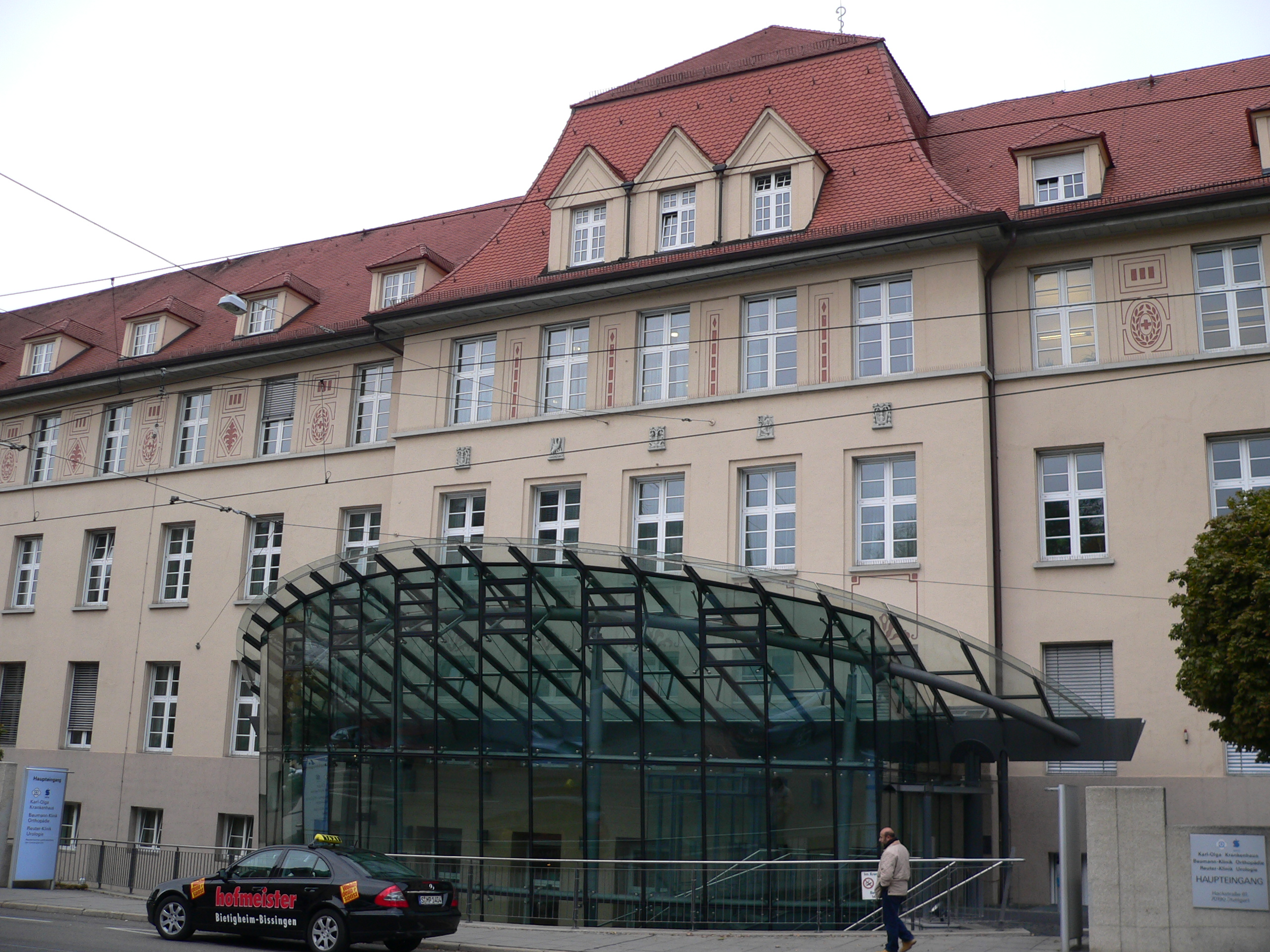
Haupteingang in der Hackstraße, 2007

Das Karl-Olga-Krankenhaus ist ein Krankenhaus im Osten Stuttgarts mit zehn Fachbereichen und 355 Betten. Jährlich werden dort 10.000 Patienten stationär behandelt. In der Klinik arbeiten rund 700 Mitarbeiter. Das im Volksmund kurz KOK genannte Haus erhielt seinen Namen nach König Karl und Königin Olga von Württemberg, die seine Gründung tatkräftig unterstützt hatten.
Das Karl-Olga-Krankenhaus ist Akademisches Lehrkrankenhaus der Universität Ulm.
Es ist zu unterscheiden vom ehemaligen Olgahospital. Diese Kinderklinik wurde Ende Mai 2014 in das Klinikum Stuttgart integriert.

## Gesellschafter
Gesellschafter der Karl-Olga-Krankenhaus GmbH sind die Sana Kliniken AG (74 %) und das Diakonissenmutterhaus der Olgaschwestern in Stuttgart e. V. (26 %).

## Geschichte

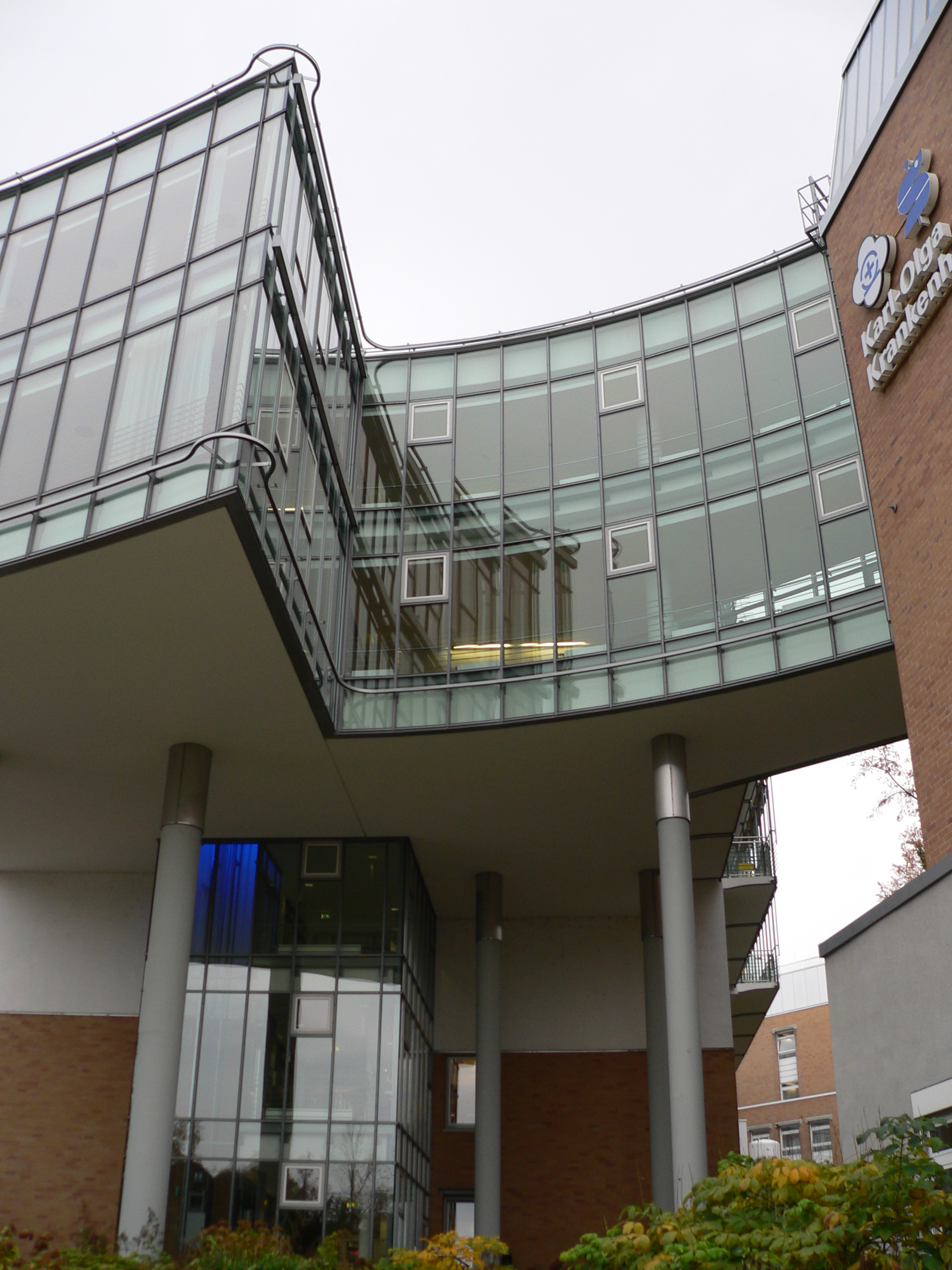
Der Neubau im Norden

Vor dem Hintergrund des durch die Industrialisierung bedingten starken Bevölkerungswachstums in Stuttgart gründete der „Verein für Krankenpflegerinnen“ (Olgaschwestern) am 1. April 1894 im Osten der Stadt das Karl-Olga-Krankenhaus. Nach den Gönnern und Förderern des Vereins sollte das Haus „Karl-Olga-Krankenhaus“ heißen, als Erinnerung an das Königspaar mit seinen vielfältigen Aktivitäten auf sozialem und karitativen Gebiet in Württemberg.
Die Olgaschwestern gehörten damals dem württembergischen Roten Kreuz Württembergischer Sanitätsverein an. Erster Leiter war Berthold von Fetzer. Mit seinen zunächst 100 Betten sollte das Karl-Olga-Krankenhaus die medizinische Versorgung in dem im Entstehen begriffenen Stadtteil gewährleisten.
Von Anfang an waren dem Krankenhaus das Mutterhaus der Schwestern sowie eine Krankenpflegeschule angegliedert. Die Schule erhielt 1909 als eine der ersten Pflegeschulen in Stuttgart die staatliche Anerkennung. 1910 wurde der nach Königin Charlotte von Württemberg benannte Charlottenbau als Chirurgische Klinik errichtet. Zwischen 1928 und 1930 erfolgte der Bau einer Inneren Klinik. Da die Olgaschwestern, deren Schirmherrinnen die württembergischen Königinnen gewesen waren, sich nach dem Ende der Monarchie 1919 der Inneren Mission in Württemberg (Diakonie) und 1923 auch dem Kaiserswerther Verband deutscher Diakonissen-Mutterhäuser anschlossen, wurde das Karl-Olga-Krankenhaus zum evangelischen Krankenhaus.
Bei den schweren Bombenangriffen auf Stuttgart im Oktober 1944 wurde auch das Karl-Olga-Krankenhaus stark beschädigt. Die Patientenversorgung verlagerte sich zunehmend auf Ausweichkrankenhäuser in der Umgebung. Im Zuge des Wiederaufbaus folgt 1949 der Neubau eines Wirtschafts- und eines Verwaltungsgebäudes.
1985 wurde das Karl-Olga-Krankenhaus in eine GmbH überführt. Die Sana Kliniken AG übernahm 74 Prozent der Anteile, das Diakonissenmutterhaus 26 Prozent. Der Status des evangelischen Krankenhauses wurde beibehalten. Dieser Schritt war notwendig geworden, da die anstehende Generalsanierung des Krankenhauses aufgrund der erheblichen Kosten vom Mutterhaus allein nicht bewältigt werden konnte.
Es dauerte schließlich bis 1991, bis der vollständig neue Funktions- und Behandlungstrakt als erster Bauabschnitt in Betrieb genommen werden konnte. In rascher Folge kamen dann bis 2002 die beiden neuen Bettenhäuser und der auf Neubaustandard sanierte Charlottenbau mit dem neuen Eingang hinzu. Kurz nach der Jahrtausendwende waren die Neubaumaßnahmen abgeschlossen.
Inzwischen war das Haus weitergewachsen. Mit der Übernahme der Baumann-Klinik für Orthopädie und der Reuter-Klinik für Urologie und deren Verlagerung an den Standort Hackstraße sowie der Schaffung einer Fachabteilung Kardiologie hatte das Krankenhaus nach 100 Jahren auch medizinisch ein neues Gesicht bekommen. Zudem wurde es akademisches Lehrkrankenhaus der Universität Ulm.
Die Krankenpflegeschule, für die das Diakonissenmutterhaus der Olgaschwestern weiterhin die inhaltliche Verantwortung trug, wurde im Jahr 2003 zusammen mit der Schule der Evangelischen Diakonissenanstalt Stuttgart am Diakonissenkrankenhaus (heute Diakonie-Klinikum Stuttgart) und der Schule des Bethesda-Krankenhauses Stuttgart in das neu gegründete Evangelische Bildungszentrum für Gesundheitsberufe Stuttgart zusammengeführt, dessen Gesellschafter neben den beiden anderen Krankenhäusern die Karl-Olga-Krankenhaus GmbH ist.

## Fachbereiche
- Klinik für Hand-, Plastische und Mikrochirurgie
- Baumann-Klinik Orthopädie mit EndoProthetikZentrum der Maximalversorgung
- Klinik für Unfall- und Wiederherstellungschirurgie
- Zentrum für Schulter- und Ellenbogenchirurgie
- Zentrum für Wirbelsäulenchirurgie und Rückentherapie
- Klinik für Innere Medizin mit Schwerpunkt Kardiologie, Angiologie und Internistische Intensivmedizin
- Klinik für Allgemein- und Viszeralchirurgie
- Klinik für Anästhesiologie und Intensivmedizin
- Reuter-Klinik Urologie
- Klinik für Hals-, Nasen- und Ohrenheilkunde